# Liste der Nummer-eins-Hits in Belgien (1970)
Diese Liste enthält alle Nummer-eins-Hits in Belgien im Jahr 1970. Es gab in diesem Jahr 24 Nummer-eins-Singles.
| Singles |
| --- |
| - Elvis Presley – Suspicious Minds - 3 Wochen (13. Dezember 1969 – 2. Januar 1970) - Will Tura – Liefdeverdriet - 2 Wochen (3. Januar – 16. Januar) - J. Vincent Edward – Thanks - 5 Wochen (17. Januar – 20. Februar) - Santana – Jingo - 3 Wochen (21. Februar – 13. März) - Creedence Clearwater Revival – Travelin' Band - 1 Woche (14. März – 20. März) - Creedence Clearwater Revival – Who'll Stop The Rain - 3 Wochen (21. März – 10. April) - George Baker Selection – Dear Ann - 2 Wochen (11. April – 24. April) - Dana – All Kinds of Everything - 1 Woche (25. April – 1. Mai) - Norman Greenbaum – Spirit in the Sky - 2 Wochen (2. Mai – 15. Mai) - Soulful Dynamics – Mademoiselle Ninette - 2 Wochen (16. Mai – 29. Mai) - Creedence Clearwater Revival – Up Around the Bend - 3 Wochen (20. Mai – 19. Juni) - James Lloyd – Keep On Smiling - 1 Woche (20. Juni – 26. Juni) - Christie – Yellow River - 2 Wochen (27. Juni – 10. Juli) - Shocking Blue – Never Marry a Railroad Man - 1 Woche (11. Juli – 17. Juli) - Mungo Jerry – In the Summertime - 4 Wochen (18. Juli – 14. August) - Roger Whittaker – I Don’t Believe in If Any More - 2 Wochen (15. August – 28. August) - Pacific Gas & Electric – Are You Ready - 1 Woche (29. August – 4. September) - Dizzy Man’s Band – Tickatoo - 2 Wochen (5. September – 18. September) - Golden Earring – Back Home - 3 Wochen (19. September – 9. Oktober) - Marc Hamilton – Comme j'ai toujours envie d'aimer - 5 Wochen (10. Oktober – 13. November) - Les Humphries Singers – To My Father’s House - 2 Wochen (14. November – 27. November) - Neil Diamond – Cracklin’ Rosie - 2 Wochen (28. November – 11. Dezember) - Jimmy Frey – Rozen voor Sandra - 1 Woche (12. Dezember – 18. Dezember) - Tim Visterin – De Vogel - 1 Woche (19. Dezember – 25. Dezember) - George Harrison – My Sweet Lord - 6 Wochen (26. Dezember 1970 – 5. Februar 1971) |